# René Maury
Pour les articles homonymes, voir Maury.
René Maury, né le 29 janvier 1928 à Béziers et mort le 21 janvier 2014 à Montferrier-sur-Lez est un économiste, juriste et historien français. Agrégé de sciences économiques, docteur en droit et diplômé de la Harvard Business School, René Maury fut professeur de sciences économiques à l'université de Montpellier, Visiting Professor à la Keio Business School de Tokyo et professeur à l'université de Limerick. Il est l'auteur d'une vingtaine d'ouvrages.

## Biographie
René Maury fait ses études en droit à la faculté de droit de Montpellier, et suit conjointement des cours à la faculté des lettres. Il obtient ainsi une licence ès lettres et un doctorat en droit en 1949. D'abord avocat à la cour d'appel de Montpellier (1949-1951), il est nommé chargé de cours à la faculté de droit de Lyon (1952-1954). En 1954, il est le plus jeune agrégé de France en sciences économiques.
Professeur à la faculté de droit de Montpellier (1954-1997), il est le directeur et fondateur de l’Institut de préparation aux affaires de Montpellier en 1956 (IPA, devenu ensuite IAE). Une bourse Fulbright lui permet en 1959 de suivre une formation destinée au corps professoral à la Harvard Business School. Premier professeur français à enseigner à la Keio Business School de Tokyo-Yokohama (Japon) de 1983 à 1995, il est aussi professeur adjoint à l’université de Limerick (Irlande) de 1991 à 1997.

## Pensée et parcours intellectuel

### Économiste
Nouvelle approche de la science économique
Dès 1951, sa thèse de doctorat dirigée par François Perroux et intitulée « Essai sur l’introduction de la sociologie de la connaissance en économie politique » dénonce la place trop exclusive faite au seul individu, l’homo economicus, qui est défini en termes abstraits dans l’analyse économique. Il y décrit de manière approfondie et exhaustive les dérives de la science économique et les indispensables apports de la sociologie de la connaissance.
« On doit semble-t-il », écrit-il dans sa thèse « prendre en considération, non seulement la géographie psychologique qui modifie les habitudes d’activité et de consommation sous chaque latitude, l’évolution historique qui produit une mentalité économique spécifique pour chaque époque, mais encore l’influence sur le raisonnement économique, du cadre social et institutionnel dans lequel l’individu se trouve plongé ». Et encore : « La science économique nous paraît valable dans la mesure où elle ne sépare pas, fictivement, ces deux aspects d’une seule réalité que sont l’individu et son milieu ».
Cette approche annonce déjà sa vision « transversale » de l’analyse économique.
Dès le début des années soixante-dix, où il publie Pour comprendre la crise (1974) et La Société d’inflation (1975), il avait largement pressenti la fin des « Trente Glorieuses » et la crise durable qui allait en découler. De même d’ailleurs, que, quelques années auparavant, la révolution de mai 1968 au cours d’un colloque organisé en Mars 1968 à Marbella par quelques grands patrons de l’industrie française.
Puis dans deux articles parus dans le journal Midi-Libre, en septembre 1998, il prophétise le krach boursier qui surviendra le 19 octobre 1998, soit un mois plus tard,.
Libéral
En économie, c’était un libéral pur, proche de l’école française des économistes classiques, peut-être plus particulièrement de Frédéric Bastiat, qui écrivait : « Chacun veut vivre aux dépens de l’État, mais c’est l’État qui vit aux dépens de tous ». Son livre L’État maquereau ou la perversion du système français (1992) développait la même thèse : « en prétendant apporter une protection à tous, l’État prospère d’abord pour son propre compte catégoriel et ruine la société ». Un des traits caractéristiques de René Maury était sa méfiance profonde des institutions qu’il jugeait fondamentalement trompeuses, mensongères et hypocrites. Il avait en contrepartie une foi sans limite dans l’initiative et la créativité individuelles dans lesquelles il voyait la seule source de richesse. Il croyait dans l’innovation.
Dans L’Homme mystifié (1966), l’un de ses premiers ouvrages, il affranchit l’individu des mensonges officiels ou des tromperies institutionnelles qui brident son énergie et sa créativité. Il croit par-dessus tout dans la liberté et à son pendant indispensable, la responsabilité.
Il part de l’absurdité de la condition humaine (…), et il considère qu’à partir de là les hommes ont été amenés à créer des mythes, pour rendre la vie supportable et donner un sens à l’existence humaine. Des mythes qui, par définition, sont trompeurs mais qui recouvrent toutes les données de la vie sociale, jusqu’aux règles de vie, aux normes, aux lois, et qui sont donc le produit des rapports de force, notamment entre les dominants et les dominés.
Dans son ouvrage L'État maquereau (1992), il montre, en s'appuyant sur les travaux de l'industrie automobile allemande, que « le salaire horaire moyen brut de l'opérateur est dans l'automobile française de 40 % inférieur à celui du Japonais et de près de 50 % inférieur à celui de l'Allemand ».
Dans son livre J’accuse l’impôt sur le revenu –supprimons-le (1996), il proposait, à l’instar de plusieurs Prix Nobel, la suppression pure et simple d’un impôt qui bride la création de richesses. Il était persuadé que l’abolition de l’impôt direct et surtout de sa progressivité, serait le point de départ d’un formidable dynamisme économique et permettrait une véritable refondation de l’économie française.
Admirateur du modèle nippon
Dans son livre Marianne à l'école japonaise, il envisage le système éducatif japonais comme un modèle. Fasciné par ce modèle nippon, le livre Les patrons japonais parlent étudie la dynamique de ce système. Dans cet ouvrage, René et Marie-Hélène Maury se sont appliqués à mettre à la portée du grand public les propos de quarante présidents de très grandes entreprises japonaises.

### Européen
Il proclame son européanisme en 1958 dans son livre L’Intégration européenne. « Ce livre est un acte d'espérance. René Maury croit que des tentatives dispersées ne peuvent réussir : les efforts pour unifier les systèmes monétaires, les politiques commerciales, les investissements ou la politique atomique doivent être coordonnés ». Il restera toujours attaché à l’idée d’un fédéralisme européen centré sur les grands enjeux géostratégiques.

### Historien

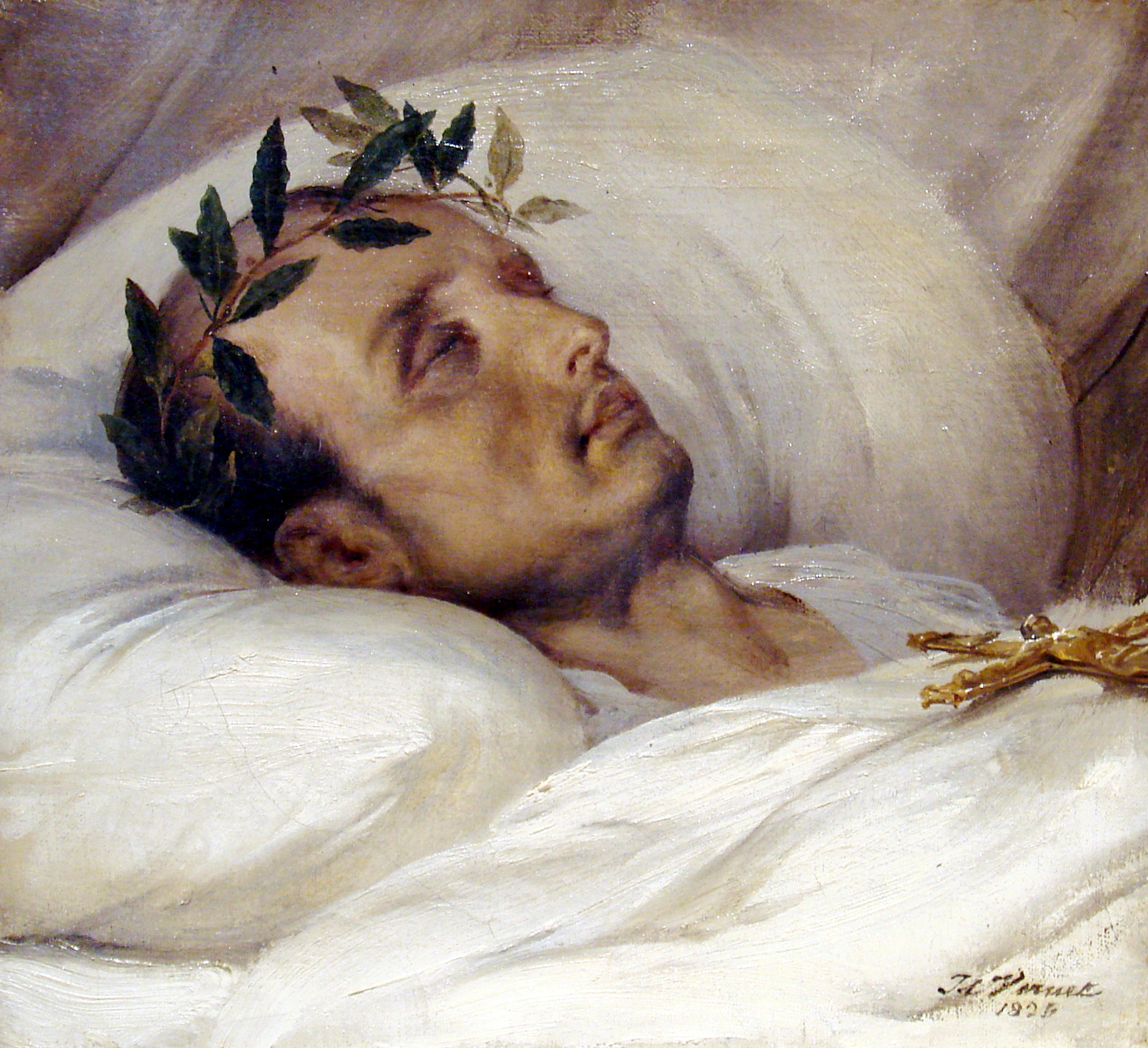
Napoléon sur son lit de mort

Il est un spécialiste de la mort de Napoléon Ier ; il estime qu’elle est la conséquence d’un empoisonnement à l’arsenic par le comte de Montholon dans trois ouvrages successifs : L’Assassin de Napoléon ou le Mystère de Saint-Hélène (1994), Albine. Le dernier amour de Napoléon (1998) et L’énigme Napoléon résolue (2000).
Il est l'auteur de Prodigieux Hannibal (2004) sur Hannibal et de Agnès Sorel assassinée (2004).

### Chroniqueur
Il collabore au Midi libre en publiant chaque semaine, une chronique économique de 1987 à 1998.

## Publications
- L'influence des phénomènes d'élasticité sur l'accélérateur  (Extrait de : Revue économique, 1954, no 4, p. 513-547), Paris, A. Colin, 1954, graph., 35, 24 cm (SUDOC 128037725, lire en ligne)
- Les Leçons de l'économie américaine  (Compte rendu de l'exposé inaugural du cycle de conférences données à l'Institut de préparation aux affaires, Montpellier, 1956-1957), s.l., s.n., 1957 (SUDOC 128037601)
- « L'intégration européenne », Revue économique, Paris, Sirey, vol. 9, no 2,‎ 1958, 24 cm (ISSN 0035-2764, OCLC 300145965, SUDOC 051109638, présentation en ligne)
- « Économie politique : Cours élémentaire de droit, capacité, écoles professionnelles », Revue économique, Paris, Sirey,‎ 1959, 22 cm (ISSN 0035-2764, OCLC 490362119, BNF 32433906, SUDOC 015784061, présentation en ligne)
- L'Homme mystifié, Paris, Gallimard, coll. « Les essais », 1966, 263 p., 19 cm (OCLC 299890897, SUDOC 019083998, présentation en ligne)
- La Société d’inflation, vol. 14, Paris, Seuil, coll. « Économie et société », 1973, 234 p., 21 cm (OCLC 299873507, BNF 35187902, SUDOC 001838865, présentation en ligne)
- Pour comprendre la crise, Paris, Albin Michel, 1974, 271 p., 23 cm (ISBN 2226001409, OCLC 370730626, BNF 34563478, SUDOC 000058335, présentation en ligne)
- René Maury et Jacques Guin (7e édition), Économie politique : 1re et 2e années, Paris, Sirey, coll. « Cours élémentaire droit-économie », 1984 (1re éd. 1959), xxviii-489, 23 cm (ISBN 2-248-02216-6 et 9782248022167, OCLC 20546580, BNF 34757137, SUDOC 000780618, présentation en ligne)
- Marianne à l'école japonaise : la réussite du Japon au service des Français, Paris, Plon, 1986, 381 p., 24 cm (ISBN 2259015263 et 9782259015264, OCLC 418733320, BNF 34900138, SUDOC 001145428, présentation en ligne)
- Les patrons japonais parlent, Paris, Seuil, coll. « L'Histoire immédiate », 1990, 278 p., 24 cm (ISBN 2020109166 et 9782020109161, OCLC 299422756, BNF 35325794, SUDOC 002099071, présentation en ligne)
- L’État maquereau ou La perversion du système français, Paris, Albin Michel, 1992, 295 p., 22 cm (ISBN 2226059776, OCLC 300929220, BNF 35531992, SUDOC 002690063, présentation en ligne)
- L'assassin de Napoléon ou Le mystère de Sainte-Hélène, Paris, Albin Michel, 1994, 315 p., 23 cm (ISBN 2226075658 et 9782226075659, OCLC 423432748, BNF 35719245, SUDOC 003380777, présentation en ligne)
- J'accuse l'impôt sur le revenu, Paris, Calmann-Lévy, 1996, 186 p., 21 cm (ISBN 2702126545 et 9782702126547, OCLC 463880476, BNF 35833322, SUDOC 003927121, présentation en ligne)
- La Libération des pauvres  (préf. André Huet, postface Prince Henri de France), Paris, Éditions Godefroy de Bouillon, 1997, 143 p., 22 cm (ISBN 2841910563, OCLC 38490138, BNF 37072658, SUDOC 035513144, présentation en ligne)
- Albine : le dernier amour de Napoléon, Paris, Calmann-Lévy, 1998, 377 p., 24 cm (ISBN 2702128513 et 9782702128510, OCLC 465812183, BNF 36200931, présentation en ligne)
- L'énigme Napoléon résolue : l'extraordinaire découverte des documents Montholon  (Préface et épilogue de François de Candé-Montholon), Paris, Albin Michel (réimpr. 2015) (1re éd. 2000), 233 p., 14 × 24 cm (ISBN 2226120491, OCLC 1009459279, BNF 37197075, présentation en ligne)
- Prodigieux Hannibal : la plus fabuleuse épopée de tous les temps, Paris, Budapest et Torino, L'Harmattan, coll. « roman historique », 2004, 338 p., carte, 24 cm (ISBN 2747570681, BNF 39285925, présentation en ligne)
- Agnès Sorel assassinée  (avant-propos de SAR le comte de Paris), Paris, L'Harmattan, coll. « roman historique », 2007, 144 p., 22 cm (ISBN 9782296035317, BNF 41060221, présentation en ligne)
- Pour vous faire rêver : réflexions sur l'art de vivre, Nantes, Édit. Amalthée, coll. « récit », 2008, 163 p., 21 cm (ISBN 9782310000659, BNF 41319950)
- L'impossible à votre portée, Nantes, Édit. Amalthée, coll. « essai », 2009, 174 p., 21 cm (ISBN 9782310004336, BNF 42052906)
- Pour que nos jeunes gagnent, Nantes, Édit. Amalthée, coll. « essai », 2010, 91 p., 21 cm (ISBN 9782310005937, BNF 42213303, présentation en ligne)
- L'histoire imaginaire, Nantes, Édit. Amalthée, coll. « essai », 2011, 173 p., 15 × 21 cm (ISBN 9782310009652, BNF 42484919)
- Que votre cruauté soit faite, Nantes, Édit. Amalthée, coll. « roman contemporain », 2011, 219 p., 21 cm (ISBN 9782310008433 et 2310008435, BNF 42393061, présentation en ligne)
- La rente chez Ricardo : fondement de l'ordre social, Nantes, Édit. Amalthée, coll. « essai », 2012, 39 p., 21 cm (ISBN 9782310011990, BNF 42738203)
- L'économie gouverne notre système éducatif, Nantes, Éditions Amalthée, coll. « essai », 2012, 404 p., ill., graph., 21 cm (ISBN 9782310011181, OCLC 804985347, BNF 42644035, SUDOC 162260229, présentation en ligne)

## Distinctions
René Maury reçoit deux distinctions durant sa carrière :
- Officier de l'ordre des Palmes académiques ;
- Chevalier de l'ordre national du Mérite.